# Lacey Chabert
Lacey Chabert, celým jménem Lacey Nicole Chabert (* 30. září 1982 Purvis, Mississippi) je americká herečka. Její první větší rolí byla Claudia Salinger v seriálu Správná pětka. Svůj hlas propůjčila postavě Meg Griffin v animovaném seriálu Griffinovi. Objevila se ve filmech Ztraceni ve vesmíru (1998), Bulšit (2001), Protivný sprostý holky (2004), Černé Vánoce (2006) a Bejvalek se nezbavíš (2009).

## Životopis
Narodila se v Purvis v Mississippi, je dcerou Julie (rozené Johnson) a Tonyho Chaberta. Má sicilské, skotské, italské a anglické kořeny. Má mladšího bratra a dvě starší sestry.
V roce 1992 a 1993 si zahrála mladou Cosette v Broadwayské produkci Bídníků.

## Kariéra
První větší role přišla s rolí Claudie Salinger v seriálu Správná pětka. Na filmovém platně debutovala s filmem Ztraceni ve vesmíru v roce 1998. Svůj hlas propůjčila postavě Elizy Thornberry v animovaném seriálu Thornberryovi na cestách a ve dvou filmech Thornberryovi na cestách (2002) a Lumpíci v divočině (2003). Vedlejší roli Amandy Becker získala v parodii Bulšit. Svůj hlas také propůjčila postavě Meg Griffin v animovaném sitcomu Griffinovi. V roce 2004 si zahrála ve filmu Protivný sprostý holky a v televizním filmu Ahoj ségro, sbohem živote! na ABC Family. V roce 2006 se objevila v remaku filmu Černé Vánoce. Objevila se v seriálu Posel ztracených duší,  po boku Jennifer Love Hewitt.
V roce 2007 získala roli v seriálu The Hot Years. Pilotní epizoda však nebyla stanicí Fox vybrána. Mezi lety 2013–2014 se objevovala jako Doktorka Amy Shaw v seriálu stanice Freeform Tři kluci a nemluvně.

## Osobní život
Dne 22. prosince 2013 se provdala za svého dlouholetého přítele Davida Nehdera. Dne 1. září 2016 se jim narodila dcera Julia Mimi Bella Nehdar.

## Filmografie

### Film
| Rok  | Název                           | Role                    | Poznámky            |
| ---- | ------------------------------- | ----------------------- | ------------------- |
| 1993 | Gypsy                           | Baby June               |                     |
| 1997 | Anastázie                       | Mladá Anastasia (hlas)  |                     |
| 1998 | Ztraceni ve vesmíru             | Penny Robinson          |                     |
| 2001 | Bulšit                          | Amanda Becker           |                     |
| 2001 | Drsná škola                     | Eloise Logan            |                     |
| 2002 | Domácí hvězda                   | Rachel Sawyer           |                     |
| 2002 | Balto II: Wolf Quest            | Aleu (hlas)             |                     |
| 2002 | Pronásledovaná                  | Florida Picou           |                     |
| 2002 | Thornberryovi na cestách        | Eliza Thornberry (hlas) |                     |
| 2003 | Lumpíci v divočině              | Eliza Thornberry (hlas) |                     |
| 2003 | Bláznivá školka                 | Jenny                   |                     |
| 2004 | Protivný sprostý holky          | Gretchen Wieners        |                     |
| 2004 | Stíny strachu                   | Allison Henderson       |                     |
| 2005 | Divoká noc                      | Meg                     |                     |
| 2006 | High Hopes                      | Cindy                   |                     |
| 2006 | Fatwa                           | Noa Goldman             |                     |
| 2006 | Noví gauneři                    | Julie                   |                     |
| 2006 | The Pleasure Drivers            | Faruza                  |                     |
| 2006 | Černé Vánoce                    | Dana Mathis             |                     |
| 2006 | Ahoj ségro, sbohem živote....   | Olivia                  |                     |
| 2007 | Being Michael Madsen            | Vanessa Rapaport        |                     |
| 2008 | Sherman's Way                   | Marcy                   |                     |
| 2008 | Splyň se mnou                   | Sarah                   |                     |
| 2009 | Tajemná minulost                | Jane                    |                     |
| 2009 | Bejvalek se nezbavíš            | Sandra                  |                     |
| 2010 | Náměsíčný                       | Becky                   |                     |
| 2010 | Thirst                          | Noelle                  |                     |
| 2011 | A Holiday Heist                 | Jennifer                |                     |
| 2012 | The Ghost of Goodnight Lane     | Dani                    |                     |
| 2013 | Slightly Single in L.A.         | Dale Squire             |                     |
| 2013 | Anything is Possible            | Maggie                  |                     |
| 2013 | Sanitarium                      | Paní Lorneová           |                     |
| 2014 | Prázdne miesto v srdci          | Gina                    |                     |
| 2014 | Telling of the Shoes            | Abby                    |                     |
| 2014 | Christian Mingle                | Gwyneth Hayden          |                     |
| 2014 | Ghost of Goodnight Lane         | Dani                    |                     |
| 2016 | The Lost Tree                   | Jenna                   |                     |
| 2016 | Ginger & Snapper                | Ginger                  | krátkometrážní film |
| 2017 | All I Want for Christmas Is You | Penelope (hlas)         |                     |
| 2018 | Do You                          | Jane                    | krátkometrážní film |
| TBA  | Acre Beyond the Rye             | Claire                  |                     |

### Televize
| Rok                   | Název                                      | Role                                                | Poznámky                                                 |
| --------------------- | ------------------------------------------ | --------------------------------------------------- | -------------------------------------------------------- |
| 1990                  | Children's Palace and Child World          | Samu sebe                                           | část: „Video Toy Chest“                                  |
| 1991                  | A Little Piece of Heaven                   | Princezna / Hazal                                   | TV film                                                  |
| 1992–93               | All My Children                            | Bianca Montgomery                                   | 2 díly                                                   |
| 1993                  | Best Learning Songs Video Ever!            | Samu sebe (hlas)                                    |                                                          |
| 1993                  | Best Busy People Video Ever!               | Samu sebe(hlas)                                     |                                                          |
| 1994–2000             | Správná pětka                              | Claudia Salinger                                    | hlavní role, 142 dílů                                    |
| 1994                  | Best Silly Stories and Songs Video Ever!   | Samu sebe (hlas)                                    |                                                          |
| 1994                  | Best Sing-Along Mother Goose Video Ever!   | Samu sebe (hlas)                                    |                                                          |
| 1996                  | ABC Afterschool Special                    | Carly Gallagher                                     | díl: „Educating Mom“                                     |
| 1996                  | Gargoyles: The Goliath Chronicles          | Bobbi Porter / Kim (hlas)                           | 2 díly                                                   |
| 1996                  | Veselé obludy                              | Dívka / Dětí / Tiffany (hlas)                       | 3 díly                                                   |
| 1997                  | Redux Riding Hood                          | Červená Karkulka (hlas)                             | krátkometrážní film                                      |
| 1997                  | The Adventures from the Book of Virtues    | mladá dcera                                         | díl: „Respect“                                           |
| 1997                  | When Secrets Kill                          | Jenny Newhall                                       | TV film                                                  |
| 1997–98               | Hey Arnold!                                | Ruth P. McDougal (hlas)                             | 2 díly                                                   |
| 1998–2004             | Thornberryovi na cestách                   | Eliza Thornberry / další hlasy (hlas)               | 90 dílů                                                  |
| 1998                  | Stories From my Childhood                  | Jenny                                               | díl: „The Last Petal“                                    |
| 1998                  | Lví král 2: Simbův příběh                  | Malá Vitani (hlas)                                  |                                                          |
| 1998                  | Americký ocásek 3 - Poklad na Manhattanu   | Tanya (hlas)                                        |                                                          |
| 1998                  | Herkules                                   | Callista (hlas)                                     | díl: „Hercules and the Kids“                             |
| 1999                  | Americký ocásek 4 - Záhadná příšera        | Tanya (hlas)                                        |                                                          |
| 1999                  | Rayman: The Animated Series                | Betina (hlas)                                       | díl: „Hight Anxiety“                                     |
| 1999                  | Veselé Vánoce                              | Cindy (hlas)                                        |                                                          |
| 1999–2000, 2012, 2018 | Griffinovi                                 | Meg Griffin / Nancy Bradford / Jan Brady (hlas)     | hlavní role, 15 dílů                                     |
| 2001                  | The Wild Thornberrys: The Origin of Donnie | Eliza Thornberry (hlas)                             | TV film                                                  |
| 2001                  | Nicktoons Racing                           | Eliza Thornberry (hlas)                             |                                                          |
| 2002                  | Balto na vlčí stezce                       | Aleu (hlas)                                         |                                                          |
| 2002                  | The Proud Family                           | Různé hlasy (hlas)                                  | díl: „Romeo Must Wed“                                    |
| 2002                  | Strong Medicine                            | Mary                                                | díl: „Heartbeat“                                         |
| 2002                  | Jackie Chan Adventures                     | Roztleskávačka (hlas)                               |                                                          |
| 2002                  | The Drew Carey Show                        | Grace                                               | díl: „Drew's Girl Friday“                                |
| 2003                  | Napálené celebrity                         | Samu sebe                                           | díl: „1.4“                                               |
| 2004                  | Příběh Brooke Ellisonové                   | Brooke Ellison                                      | TV film                                                  |
| 2005                  | Americký drak Jake Long                    | Jasmine (hlas)                                      | díl: „Dragon Breath“                                     |
| 2005                  | Super Robot Monkey Team Hyperforce Go!     | Surthanna (hlas)                                    | díl: „Girl Trouble“                                      |
| 2005–06               | Bratz                                      | Kaycee (hlas)                                       | hlavní role, 17 dílů                                     |
| 2006                  | She Said/He Said                           | neznámá role                                        | TV film                                                  |
| 2006                  | Ahoj ségro, sbohem živote'                 | Olivia Martin                                       | TV film                                                  |
| 2006                  | Posel ztracených duší                      | Donna Ellis                                         | díl: „Love Still Won't Die“                              |
| 2007                  | Me, Eloise                                 | (hlas)                                              | díl: „Eloise Goes to Hollywood“                          |
| 2007                  | Co kdyby Bůh byl sluncem...                | Jamie Spagnoletti                                   | TV film                                                  |
| 2008–09               | Senzační Spider-Man                        | Gwen Stacy (hlas)                                   | hlavní role, 25 dílů                                     |
| 2009                  | Tajemná minulost                           | Jane                                                | TV film                                                  |
| 2009                  | Glenn Martin, DDS                          | dívka (hlas)                                        | díl: „Amish Anguish“                                     |
| 2010                  | Láska z výtahu                             | Liberty (Libby) Taylor                              | TV film                                                  |
| 2011-12               | Generator Rex                              | Carly Shay/ další hlasy (hlas)                      | 2 díly                                                   |
| 2011–dosud            | Young Justice                              | Zatanna / Isis / malá dívka (hlas)                  | vedlejší role                                            |
| 2011                  | Mike DA Mustang                            | Angel                                               | TV film                                                  |
| 2011                  | Allen Gregory                              | Beth (hlas)                                         | vedlejší role, 6 dílů                                    |
| 2011–2016             | Transformers: Roboti záchranáři            | Danielle "Dani" Burns / další hlasy (hlas)          | hlavní role, 104 dílů                                    |
| 2012                  | Imaginary Friend                           | Emma Turner                                         | TV film                                                  |
| 2012                  | The Avengers: Nejmocnější hrdinové světa   | Quake (hlas)                                        | 2 díly                                                   |
| 2012                  | Doktorka Plyšáková                         | Žirafa Gabby (hlas)                                 | díl: „Arcade Escapade/Starry, Starry Night“              |
| 2012                  | Matchmaker Santa                           | Melanie Hogan                                       | TV film                                                  |
| 2013–2014             | Tři kluci a nemluvně                       | Doktorka Amy Shaw                                   | 6 dílů                                                   |
| 2013–2015             | Robot Chicken                              | Eliza Thornberry / Carly Shay / matka ptáčka (hlas) | 2 díly                                                   |
| 2013                  | Off Season: Lex Morrison Story             | Sally Summers                                       | TV film                                                  |
| 2013                  | Injustice: Gods Among Us                   | Zatanna (hlas)                                      |                                                          |
| 2013                  | Scooby Doo! Mecha Mutt Menace              | Melanie Staples (hlas)                              |                                                          |
| 2013                  | Temný let                                  | Amy Nightingale                                     | TV film                                                  |
| 2013                  | Legenda o vraždícím strašákovi             | Kristen                                             | TV film                                                  |
| 2014                  | Christian Mingle                           | Gwyneth Hayden                                      |                                                          |
| 2014                  | The Color of Rain                          | Gina                                                | TV film                                                  |
| 2014                  | Living the Dream                           | Jenna Harris                                        | TV film                                                  |
| 2014                  | The Tree That Saved Christmas              | Molly Logan                                         | TV film                                                  |
| 2014                  | Královské Vánoce                           | Emily Taylor                                        | TV film                                                  |
| 2015                  | Infinite Crisis                            | Zatanna Zatara (hlas)                               |                                                          |
| 2015                  | Family for Christmas                       | Hanna Dunbar                                        | TV film                                                  |
| 2015                  | Vánoční melodie                            | Kristin                                             | TV film                                                  |
| 2016                  | The Twilight Fairies                       | Nia Reynolds (hlas)                                 |                                                          |
| 2016                  | Teachers                                   | Ginny                                               | díl: „Jacob“                                             |
| 2016                  | Still the King                             | Laura Beth                                          | vedlejší role, 4 díly                                    |
| 2016                  | Kulipari: An Army of Frogs                 | Coorah (hlas)                                       | hlavní role, 13 dílů                                     |
| 2016                  | A Wish For Christmas                       | Sara Thomas                                         | TV film                                                  |
| 2016–2019             | The Lion Guard                             | Vitani (hlas)                                       | díly: „Lions of the Outlands“ a „Born to the Pridelands“ |
| 2016–2017             | Justice League Action                      | Zatanna (hlas)                                      | vedlejší role, 5 dílů                                    |
| 2016–2018             | Voltron: Legendary Defender                | Nyma / Romelle / Te-osh (hlas)                      | 4 díly                                                   |
| 2016–2020             | Shimmer a Shine                            | Zeta (hlas)                                         | vedlejší role, 22 dílů                                   |
| 2017                  | Moonlight in Vermont                       | Fiona Grangely                                      | TV film (Hallmark)                                       |
| 2017                  | All of My Heart: Inn Love                  | Jenny Fintley                                       | TV film (Hallmark)                                       |
| 2017                  | The Sweetest Christmas                     | Kylie Watson                                        | TV film (Hallmark)                                       |
| 2018                  | My Secret Valentine                        | Chloe Grange                                        | TV film (Hallmark)                                       |
| 2018                  | Love on Safari                             | Kira Slater                                         | TV film (Hallmark)                                       |
| 2018                  | All of My Heart: The Wedding               | Jenny Fintley                                       | TV film (Hallmark)                                       |
| 2018                  | Pýcha a předsudek pod jmelím               | Darcy Fitzwilliam                                   | TV film (Hallmark)                                       |
| 2019                  | Love, Romance and Chocolate                | Emma Colvin                                         | TV film (Hallmark)                                       |
| 2019                  | Christmas in Rome                          | Angela de Luca                                      | TV film (Hallmark)                                       |
| 2019                  | Tajemné křížovky: Hra se smrtí             | Tess Harper                                         | TV film (Hallmark)                                       |
| 2019                  | Tajemné křížovky: Návrh na vraždu          | Tess Harper                                         | TV film (Hallmark)                                       |
| 2019                  | Kung Fu Panda: The Paws of Destiny         | Xiao (hlas)                                         | krátkometrážní televizní série, 10 dílů                  |
| 2020                  | Tajemné křížovky: Čáry máry smrt           | Tess Harper                                         | TV film (Hallmark Movies & Mysteries)                    |
| 2020                  | Time for Us to Come Home for Christmas     | Sarah Thomas                                        | TV film (Hallmark Movies & Mysteries)                    |
| 2020                  | Christmas Waltz                            | Avery                                               | TV film (Hallmark)                                       |
| 2020                  | Winter in Vail                             | Chelsea Whitmore                                    | TV film (Hallmark)                                       |
| 2021                  | Tajemné křížovky: Hádanka smrti            | Tess Harper                                         | TV film (Hallmark Movies & Mysteries)                    |
| 2021                  | Tajemné křížovky: Digitální útok           | Tess Harper                                         | TV film (Hallmark Movies & Mysteries)                    |
| 2021                  | Sweet Carolina                             | Josie Wilder                                        | TV film (Hallmark)                                       |
| 2021                  | Christmas at Castle Hart                   | Brooke Bennett                                      | TV film (Hallmark)                                       |
| 2021–dosud            | Špionka Harriet                            | Marion Hawthorne (hlas)                             |                                                          |
| 2022                  | The Wedding Veil                           | Avery Morrison                                      | TV film (Hallmark)                                       |
| 2022                  | The Wedding Veil Unveiled                  | Avery Morrison                                      | TV film (Hallmark)                                       |
| 2022                  | The Wedding Veil Legacy                    | Avery Morrison                                      | TV film (Hallmark)                                       |
| 2022                  | Groundswell                                | Emma                                                | TV film (Hallmark Movies & Mysteries)                    |

### Videohry
| Rok  | Název                                                      | Role                              |
| ---- | ---------------------------------------------------------- | --------------------------------- |
| 2001 | Nicktoons Racing                                           | Eliza Thornberry                  |
| 2003 | Rugrats Go Wild!                                           | Eliza Thornberry                  |
| 2005 | Bratz Rock Angelz                                          | Kaycee                            |
| 2006 | Ježek Sonic                                                | Princezna Elise                   |
| 2011 | Star Wars: The Old Republic                                | Mako                              |
| 2013 | Star Wars: The Old Republic – Rise of the Hutt Cartel      | Mako                              |
| 2013 | Injustice: Gods Among Us                                   | Zatana Zatara                     |
| 2013 | Young Justice: Legacy                                      | Zatana Zatara/LexCorp Bot/Tourist |
| 2014 | Star Wars: The Old Republic – Shadow of Revan              | Mako                              |
| 2015 | Infinite Crisis                                            | Zatana Zatara                     |
| 2015 | Star Wars: The Old Republic – Knights of the Fallen Empire | Mako                              |